# 赵晨宇
赵晨宇（1999年6月4日—），中國山西省太原市人，围棋职业九段棋手。他6岁开始学棋，2011年入段，2018年8月升为七段，2019年12月升为八段。2021年在第22届“阿含·桐山杯”中国围棋快棋公开赛上连胜柯洁和芈昱廷，晋升为职业九段棋手。
在2017年中国围棋甲级联赛中，赵晨宇作为华泰证券江苏队的队员，在前三轮比赛中连续击败时越、柯洁、周睿羊三位世界冠军。
2020年战胜李立言、朴廷桓和許皓鋐，进入第9届應氏杯四强。2021年战胜李昌鎬、山下敬吾和李东勋，进入第26届三星火灾杯四强。